# Der Pate 2 (Computerspiel)
Der Pate 2 ist ein Spiel für PC, Xbox 360 und PlayStation 3. Es ist der indirekte Nachfolger des Spieles Der Pate. 

## Inhalt
Das Spiel beginnt kurz vor der kubanischen Revolution. Während eines Treffens in Havanna mit anderen Mafia-Bossen wird Aldo, des Spielers Boss, ermordet. Dadurch wird der Spieler aufgefordert, die Geschäfte in New York City zu übernehmen und das Geschäft wieder aufzubauen. Dann ermittelt das Komitee gegen organisiertes Verbrechen gegen Michael, dadurch wird begonnen, das Terrain New York zu erweitern und gegen andere Mafia-Familien zu kämpfen.

## Spielorte
- New York City
- Florida
- Kuba

## Sprecher
Die deutsche Sprachfassung entstand bei der toneworx GmbH in Hamburg. Die Texte stammten von Robert Böck.
| Rolle                | Deutscher Sprecher |
| -------------------- | ------------------ |
| Aldo Trapani         | Nicolas König      |
| Carmine Rosato       | Christian Rudolf   |
| Don Michael Corleone | Lutz Mackensy      |
| Don Samuel Mangano   | Klaus Nietz        |
| Frank Pentangeli     | Achim Schülke      |
| Fredo Corleone       | Jürgen Thormann    |
| Hyman Roth           | Wolf Frass         |
| Tom Hagen            | Norbert Langer     |

## Rezeption
„Ein Angebot, das wir nicht ablehnen können, will uns Electronic Arts machen. Und das bereits zum zweiten Mal. Doch während wir beim ersten Teil von Der Pate dank stimmiger Atmosphäre und motivierender Story nur schwer ‚Nein‘ sagen konnten, fällt uns die Abwehrhaltung bei dessen Nachfolger schon wesentlich leichter. Zu schulden ist das der völlig umgekrempelten Spielmechanik, weg von packender Inszenierung, hin zu einer kruden Action-/Strategie-Mixtur. Die setzt sich zwar nicht völlig zwischen alle Stühle, lässt die Stärken der genialen Leinwand-Vorlage aber verpuffen wie gamona-Redakteure ihr Salär.“

„PC-Spieler dürfen das Angebot von EA dankend ablehnen, der volljährige Konsolen-Rest sollte einen Blick riskieren. Nichtsdestotrotz: Der Pate 2 hinterlässt einen zwiespältigen Eindruck. Familienfehden und Filmklassiker: Die 2006 veröffentlichte Umsetzung Der Pate war zwar gut, konnte aber Mafia, die Referenz bei virtuellen Gangster-Epen, nicht vom Thron stoßen. Der logischerweise Der Pate II genannte Nachfolger lehnt sich extrem eng am Vorgänger an – was gut, aber auch ziemlich schlecht ist. Zudem wirkt die PC-Version unfertig.“